# Pat Monaghan
Patricia Monaghan est professeur Regius de zoologie à l'Institut de la Biodiversité, de la santé animale et de la médecine comparée à l'Université de Glasgow ,.

## Biographie
Monaghan fait ses études à l'Université de Durham où son doctorat étudie l'utilisation des ressources urbaines par le goéland argenté Larus arqentatus.
Elle prononce la conférence Tinbergen pour l'ASAB en 2006 et la conférence Witherby Memorial pour le British Trust for Ornithology (BTO) en 2004.
En 2011, elle est nommée membre de l'Academia Europaea (MAE) .

## Recherches
Les recherches de Monaghan portent sur l'écologie comportementale, l'écologie aviaire, l'ornithologie, l'écologie moléculaire et la sénescence ,. Elle est présidente de l'Association pour l'étude du comportement animal (ASAB) depuis 2017.
En 1997, elle est élue Membre de la Royal Society of Edinburgh (FRSE) , en 2002, elle devient Membre correspondant de l'American Ornithological Society. En 2017, elle obtient la Médaille Godman-Salvin par la British Ornithologists' Union et reçoit Médaille Frink par Société zoologique de Londres et en 2015 la médaille ASAB.